# Lincoln Beach
Lincoln Beach is een plaats (census-designated place) in de Amerikaanse staat Oregon, en valt bestuurlijk gezien onder Lincoln County.

## Demografie
Bij de volkstelling in 2000 werd het aantal inwoners vastgesteld op 2078.

## Geografie
Volgens het United States Census Bureau beslaat de plaats een oppervlakte van 10,6 km², waarvan 8,5 km² land en 2,1 km² water.

## Plaatsen in de nabije omgeving
De onderstaande figuur toont nabijgelegen plaatsen in een straal van 28 km rond Lincoln Beach.